# Разтоки (притока Хлебницького потоку)
Разтоки (словац. Ráztoky) — річка в Словаччині, ліва притока Хлебницького потоку, протікає в окрузі Дольни Кубін.
Довжина приблизно 4.0—4.5 км. Витік лежить у масиві Скорушинські гори (геоморфологічна підодиниця Копец; схил гори Турінок) — на висоті близько 940 метрів. Протікає територією села Хлебниці.
Впадає в Хлебницький потік на висоті приблизно 560—565 метрів.